# Hainan Airlines
Hainan Airlines (chiń. 海南航空; pinyin Hǎinán Hángkōng) – chińska linia lotnicza z siedzibą w Haikou, w prowincji Hajnan.  Głównym węzłem jest Port lotniczy Haikou-Meilan.
Hainan Airlines jest największą prywatną linią lotniczą w Chinach. 10 stycznia 2011 roku otrzymała 5 gwiazdkowe, najwyższe odznaczenie według agencji Skytrax. Została założona w październiku 1989, a rozpoczęła działalność 2 maja 1993.

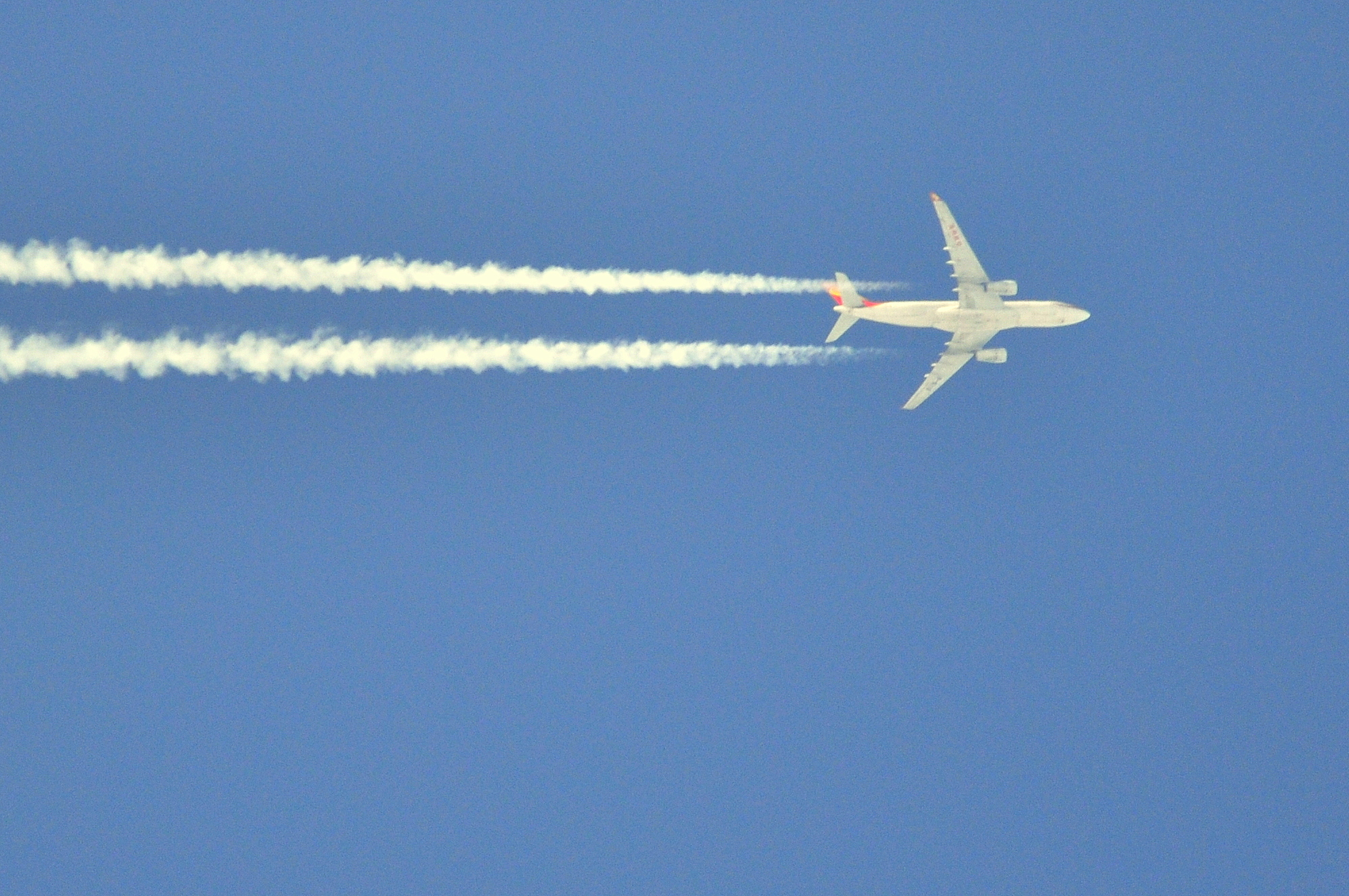
Airbus A330-243 linii Hainan Airlines na wysokości przelotowej

## Flota

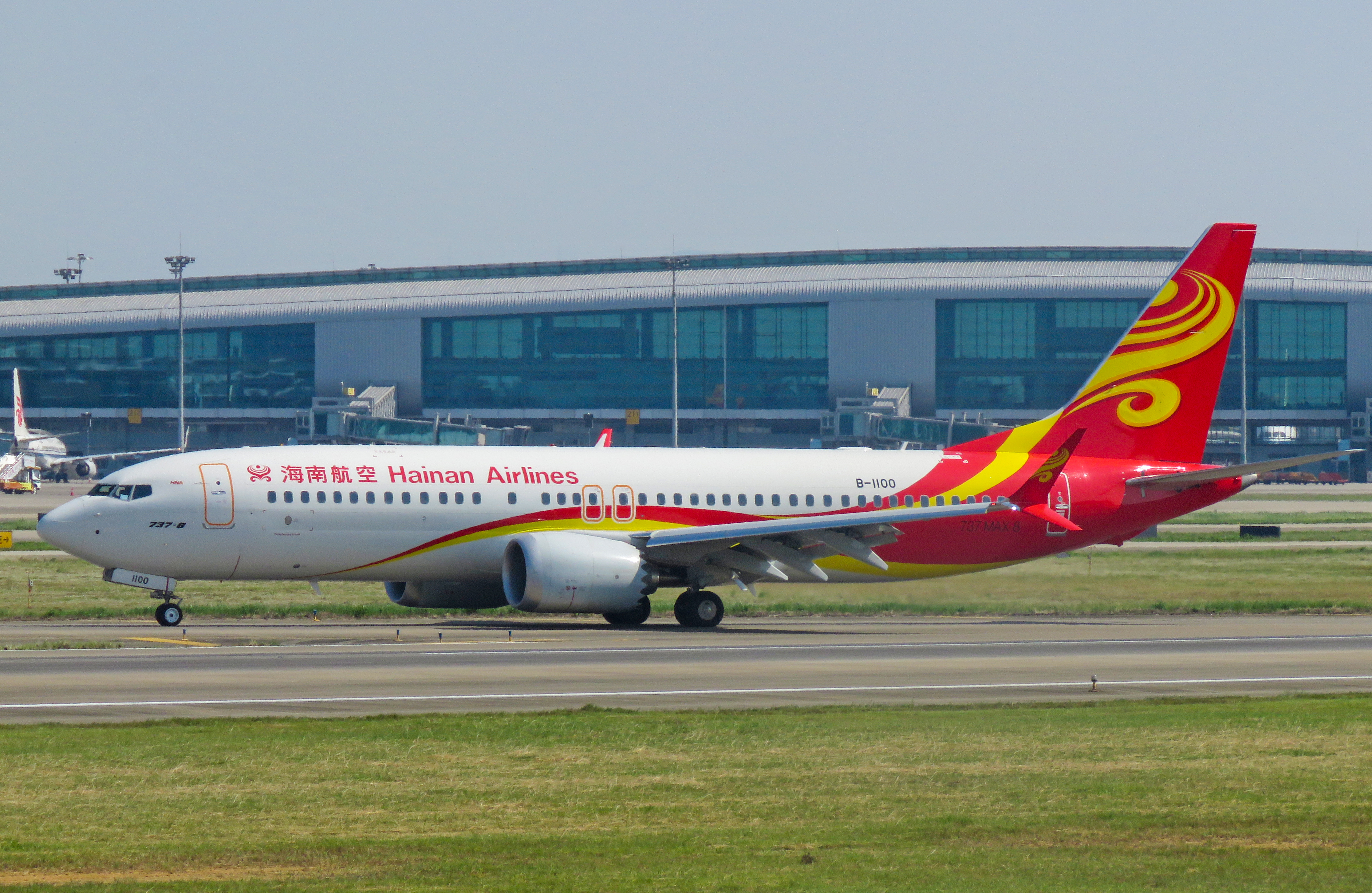
Boeing 737MAX linii Hainan Airlines w Porcie lotniczym Guangzhou

Według stanu na maj 2025 flota Hainan Airlines składała się z 224 samolotów pasażerskich o średnim wieku 9,8 lat:
| Samolot          | Samolot | Samolot   | Liczba miejsc | Liczba miejsc | Liczba miejsc | Liczba miejsc | Uwagi                               |
| Model            | Aktywne | Zamówione | B             | P             | E             | Łącznie       | Uwagi                               |
| ---------------- | ------- | --------- | ------------- | ------------- | ------------- | ------------- | ----------------------------------- |
| Airbus A320neo   | 8       | -         | 8             | -             | 156           | 164           |                                     |
| Airbus A320neo   | 8       | -         | 4             | -             | 168           | 172           |                                     |
| Airbus A321neo   | -       | 2         |               |               |               |               |                                     |
| Airbus A330-200  | 7       | -         | 36            | -             | 178           | 214           |                                     |
| Airbus A330-200  | 7       | -         | 18            | -             | 242           | 260           |                                     |
| Airbus A330-300  | 20      | -         | 32            | -             | 260           | 292           |                                     |
| Airbus A330-300  | 20      | -         | 24            | -             | 279           | 303           |                                     |
| Airbus A330-900  | -       | 20        |               |               |               |               | Zamówione w 2024                    |
| Boeing 737-800   | 129     | -         | 8             | -             | 150           | 158           |                                     |
| Boeing 737-800   | 129     | -         | 8             | -             | 156           | 164           |                                     |
| Boeing 737-800   | 129     | -         | 8             | -             | 162           | 170           |                                     |
| Boeing 737-800   | 129     | -         | -             | -             | 189           | 189           |                                     |
| Boeing 737 MAX 8 | 17      | 33        | 8             | -             | 168           | 176           | Zamówione w 2014, w trakcie dostawy |
| Boeing 737 MAX 8 | 17      | 33        | -             | -             | 189           | 189           | Zamówione w 2014, w trakcie dostawy |
| Boeing 787-8     | 10      | -         | 36            |               | 177           | 213           |                                     |
| Boeing 787-9     | 28      | -         | 30            | -             | 259           | 289           |                                     |
| Boeing 787-9     | 28      | -         | 30            | -             | 262           | 292           |                                     |
| Boeing 787-9     | 28      | -         | 26            | 21            | 247           | 294           |                                     |
| Łącznie          | 219     | 55        |               |               |               |               |                                     |